# Premna grandifolia
Espèce
Synonymes
- Premna grandifolia A.Meeuse[2]
- Premna macrophylla A.Chev. ex Hutch. & Dalziel[2]

Statut de conservation UICN

 VU B1+2c : Vulnérable
Premna grandifolia est une espèce de plantes à fleurs de la famille des Lamiaceae.

## Publication originale
- Blumea 5: 72. 1942.